# Georges Albert (colonel)
Pour les articles homonymes, voir Georges Albert et Albert.
Georges, baron Albert (18 juin 1776 - Saint-Maurice-d'Échazeaux, Bresse ✝ 17 juillet 1855 - Cornod, Jura), est un militaire français des XVIIIe et XIXe siècles.

## Biographie
Georges Albert, fils de François-Marie Albert, commissaire à terrier, et de Marie-Thérèse Christin, naquit au château de Conflans à Saint-Maurice-d'Échazeaux (village bressan aujourd'hui dans l'Ain) le 18 juin 1776.

### Guerres révolutionnaires
Encore jeune, Albert se porte volontaire pour servir dans le 10e bataillon du Jura, il obtenait le grade de lieutenant (10 août 1792) cinq jours après son incorporation. Il va y faire la campagne du Rhin avant de passer aux armées des Alpes et d'Italie.
Il ne fut promu capitaine de grenadiers de la 69e demi-brigade que le 7 brumaire an V (1796).
En 1798, il participe à la campagne d'Égypte. Ses états de service mention que « le 22 ventôse an IX (13 mars 1801), à la tête de sa compagnie de grenadiers, il reprit deux pièces d'artillerie françaises qu'une colonne anglaise avait enfermé dans un carré ; il les a ramené à l'armée française, malgré la vigoureuse résistance de l'ennemi ».

### Guerres napoléoniennes
En 1805, il est versé dans la Grande Armée, puis passe, le 28 mars 1807, en qualité de capitaine au 1er régiment de grenadiers à pied de la Garde impériale.
Il suit alors l'itinéraire de la Garde avec laquelle il fait toutes les campagnes de l'Empire, celles d'Espagne et de Russie y comprises. Il y gravit tous les grades jusqu'à celui de colonel : il devient chef de bataillon au 2e régiment de grenadiers à pied de la Garde impériale le 24 juin 1811, colonel-major du 1er régiment de tirailleurs de la jeune Garde (3 janvier 1814) puis colonel du 4e régiment (Cent-Jours).
Ses services lui valent la croix d'officier de la Légion d'honneur et de chevalier de l'Ordre de la Réunion, et les titres de chevalier de l'Empire puis de baron de l'Empire (1813).
Nommé chevalier de Saint-Louis le 17 janvier 1815, il est renvoyé dans ses foyers, en demi-solde, le mois suivant. Aux Cent-Jours, Georges Albert est appelé au commandement du 4e tirailleurs de la Garde.
Sa mise en retraite, en raison de ses blessures est prononcée le 2 octobre 1816, il se retire à Corveissiat. Il déclara alors vouloir se retirer à Chaléa (Jura), commune réunie à celle de Thoirette en 1822. Il prête serment de fidélité au roi le 7 janvier 1817.

### Après sa carrière militaire
Georges Albert avait épousé Marie-Marguerite Laurent, veuve Rochet. En retraite, maire de Cornod dans le Jura, il demeure dans le château du lieu (où les ducs de Savoie firent plusieurs visites et qui fut vendu comme bien national en 1790). Il était également membre du conseil d’arrondissement et plus tard colonel de la garde nationale du canton et président du comice agricole.
Le baron Albert meurt au château de Cornod le 17 juillet 1855.

Son portrait est conservé à la mairie de Cornod et sa sépulture est toujours visible dans le cimetière du village qu'il administra après son retour à la vie civile. On y lit cette épitaphe : 

« A Georges Albert, colonel de la Vieille Garde, officier de la Légion d'honneur, chevalier de Saint-Louis, ancien maire de Cornod, né le 18 juin 1776, décédé le 17 juillet 1855. Repose en paix. Bon père, bon époux. »

## État de service
- Soldat au 10e bataillon de volontaires du Jura (5 août 1792) ;
- Lieutenant (10 août 1792) ;
- Capitaine au 10e bataillon de volontaires du Jura (7 brumaire an V : 28 octobre 1796) ;
- Capitaine de grenadiers de la 69e demi-brigade (août 1800) ;
- Capitaine au 1er régiment de grenadiers à pied de la Garde impériale (28 mars 1807) ;
- Chef de bataillon au 2e régiment de grenadiers à pied de la Garde impériale (24 juin 1811) ;
- Chef de bataillon au 1er régiment de grenadiers à pied de la Garde impériale (14 avril 1813) ;
- Major du 1er régiment de tirailleurs de la jeune Garde (3 janvier 1814) ;
- Colonel du 67e régiment d'infanterie de ligne (ancien 75e de ligne) (1er septembre 1814) ;
- Major du 4e régiment de tirailleurs de la jeune Garde (13 avril 1815) ;
- Major d'infanterie (septembre 1815).

## Campagnes
Le baron Albert a fait à peu près toutes les campagnes de la Révolution et de l'Empire. Citons :
- Armée du Rhin (1792-1793) :
  - Siège de Mayence (1793) ;
- Armée des Alpes et d'Italie (1794-1797) ;
- Campagne d'Égypte et Syrie (1798-1801) :
  - Siège de Saint-Jean-d'Acre (1799)
  - Bataille de Canope ;
- Côtes de l'Océan (1806-1807) ;
- Campagne d'Allemagne (1805) ;
- Campagne de Prusse (1806) ;
- Campagne de Pologne (1807) ;
- Campagne d'Espagne (1808) ;
- Campagne d'Allemagne (1809) ;
- Campagne de Russie (1812) ;
- Campagne de Saxe (1813) ;
- Campagne de France (1814) ;
- Campagne de Belgique (1815) ;

## Blessures
Au cours de sa carrière militaire, il a été blessé trois fois : à Mayence, en 1793, au pied droit ; au siège de Saint-Jean-d'Acre, il reçoit un éclat de pierre à la poitrine le 1er mai 1799 ; et enfin reçoit une balle à la cuisse gauche à la Bataille de Canope le 30 ventôse an IX

## Titres
- Chevalier Albert et de l'Empire (décret du 15 mars 1810, lettres patentes du 23 mai 1810 (Lille)) ;
- Baron Albert et de l'Empire (lettres patentes du 14 septembre 1813) ;
  - Titre de baron héréditaire confirmé en faveur du fils, Louis-Désiré-Edouard Albert, maire de Carnod, par décret impérial du 28 avril 1860 ;
  - Transmission des dotations majorataires (sans titre de baron héréditaire) conférées à Georges Albert, confirmée en faveur de l'aîné de ses petits-fils en primogéniture, Edouard-Léon Albert, par arrêté ministériel du 31 janvier 1878 ;
- Donataire sur le Mont-de-Milan le 1er février 1808.

## Décorations
- Légion d'honneur :
  - Légionnaire (14 avril 1807), puis,
  - Officier de la Légion d'honneur (5 juin 1809) ;
- Chevalier de l'ordre de la Réunion (6 août 1813) ;
- Chevalier de Saint-Louis (17 janvier 1815).

## Armoiries
| Figure | Blasonnement |
|        | Armes du chevalier Albert et de l'Empire Parti au premier d'azur au cavalier armé à l'antique d'or, perçant de sa lance un dragon renversé d'argent, l'un et l'autre contourné ; au deuxième de sinople à la pyramide d'argent surmontée d'une grenade allumée d'or ; champagne de gueules du tiers de l'écu au signe des chevaliers., - Livrées : bleu, jaune, blanc, rouge. |